# Миллер, Дмитрий Петрович
Дмитрий Петрович Миллер (1 [13] ноября 1862 или 1 октября 1862, Котельва, Харьковская губерния — 14 июня 1913, Харьков) — русский историк, краевед, беллетрист, исследователь правового устройства Войска Запорожского, а также истории Слободского края XVIII века.

## Биография
Родился в богатой дворянской семье. В 1874 году поступил из Ахтырской прогимназии в 1-ю Харьковскую гимназию, по окончании которой в 1882 году поступил на историко-филологический факультет Харьковского университета, где окончил курс в 1888 году со степенью кандидата исторических наук. Под влиянием приехавшего из Киева Д. И. Багалея, он стал специально заниматься русской историей вообще и историей Украины в частности.
Семейные обстоятельства сложились так, что он не мог пользоваться материальной поддержкой из дома и ещё будучи студентом, в 1887 году стал работать ночным корректором в газете «Южный край». Он отклонил предложение остаться в университете по причине физического недостатка — глухоты и продолжил работу корректором после окончания университета; работая в архиве он писал статьи, которые печатал в «Южном крае». В 1890 году женился.
В 1892 году он напечатал свою первую научную статью — исторический очерк «Голштинские наборы в Малороссии», которая была опубликована в «Киевской старине». С апреля 1895 года работал помощником библиотекаря в библиотеке Харьковского университета, оставаясь сотрудником газеты — обозревателем газет и журналов.
В 1903 году он вошёл в состав редакторов газеты «Южный край». Вскоре в соавторстве с Д. И. Багалеем напечатал «Историю Харькова за 250 лет его существования», дважды удостоенную премии памяти Александра II.
В 1910 году был награждён орденами Св. Станислава 2-й степени и Св. Анны 2-й степени. В 1911 году Миллер был делегатом Первого Всероссийского съезда по библиотечному делу в Санкт-Петербурге.
Похоронен в Харькове на 1-м городском кладбище, после ликвидации которого, его останки были перенесены на 13-е городское кладбище.